# Georgi Kostadinow (piłkarz)
Georgi Georgiew Kostadinow (bułg. Георги Георгиев Костадинов; ur. 7 września 1990 w Burgasie) – bułgarski piłkarz grający na pozycji pomocnika w Arsienale Tuła.

## Kariera klubowa
Kostadinow rozpoczął karierę w Neftochimiku Burgas. W 2009 został zawodnikiem Czernomorca Pomorie. W listopadzie 2011 był na testach w Jagiellonii Białystok, a w styczniu 2012 trafił do Łudogorca Razgrad. W sierpniu 2013 przeszedł do Beroe Stara Zagora. W lipcu 2015 podpisał dwuletni kontrakt z Lewskim Sofia. W czerwcu 2017 podpisał dwuletni kontrakt z Maccabi Hajfa z możliwością przedłużenia o kolejne dwa lata. 1 lipca 2018 podpisał dwuletni kontrakt z Arsienałem Tuła z możliwością przedłużenia o rok.

## Kariera reprezentacyjna
W reprezentacji Bułgarii zadebiutował 7 października 2016 w przegranym 1:4 meczu eliminacji do Mistrzostw Świata 2018 z Francją.